# Hehuanshan
Hehuanshan (en chino: 合歡山; pinyin: Héhuān Shān; también llamada Montaña de la Alegría) es una montaña de 3.416 metros de altura en el centro de Taiwán. El pico se encuentra en los límites de los condados de Hualien y Nantou, y se encuentra dentro del Parque Nacional de Taroko Gorge. Hehuanshan es un destino popular para la gente local del centro de Taiwán. El Pico del Este con 3421 metros y el Pico Norte de Hehuanshan con 3.422 metros,  son en realidad más altos que el pico principal.